# Dobré Pole
Dobré Pole (in tedesco Guttenfeld) è un comune della Repubblica Ceca facente parte del distretto di Břeclav, in Moravia Meridionale.